# 白茜
白茜（1918年—1999年11月23日），女，陕西清涧人，中华人民共和国政治人物，曾任中共七大代表，第五、六、七届全国政协委员。

## 家庭
父亲白明远，伯父白明善。丈夫贾拓夫。长子贾虹生。长女贾达黎，女婿张宏儒。